# Перше тирновське повстання
Перше тирновське повстання — антиосманське повстання 1598 року в Болгарії з центром у місті Тирново.

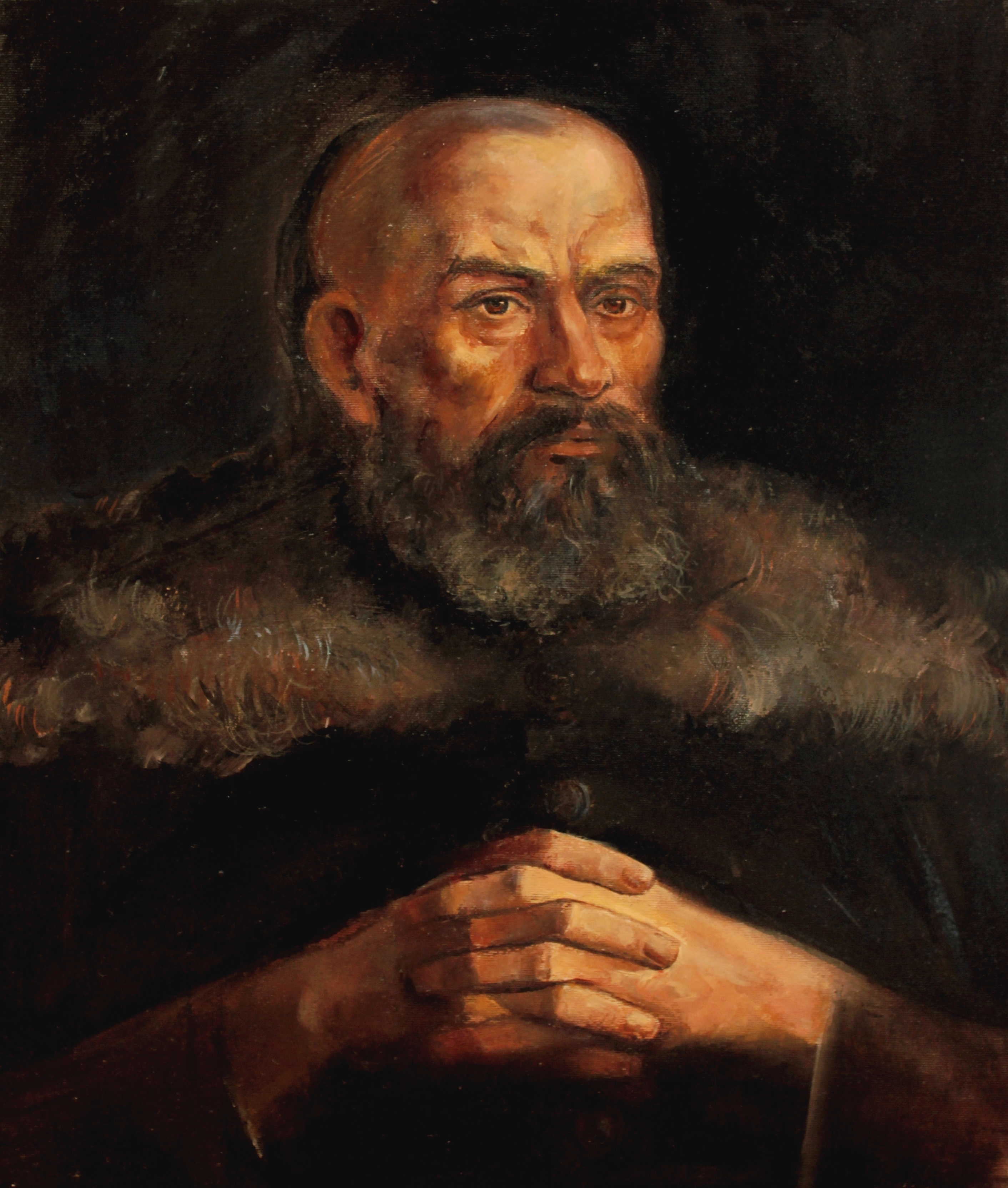
Теодор Балина

В 1593 році австрійський уряд розпочав війну з Османською імперією. Австрійське командування було надзвичайно зацікавлене в допомозі окупованого населення, передусім болгарського. Агенти імператора та папи діяли в різних частинах Балканського півострова, закликаючи населення активно діяти проти турків. В Болгарії такими агентами зазвичай були дубровницькі купці, що вели активну торгівлю в державі та мали широкі зв'язки серед населення. Дії австрійських військ на початковому етапі були успішними, що дало надію на визволення всім народам та підняло їх на боротьбу з турками.
Основною силою повстання мали стати міські ремісники та торговці, нижче духівництво, а також селяни. Рух очолив Теодор Балина, який домовився з тирновським архієпископом Діонісієм про підготовку змови, до якої було долучено також 4 архіреїв, 12 священиків та тирновську знать. Готуючи повстання проти турків, його учасники прагнули залучити на свою сторону якомога більше людей. Теодор Балина 21 день мандрував Болгарією, не минаючи жодного населеного пункту, закликаючи населення підтримати майбутнє повстання. Жителі Старої Планини запропонували зайняти всі гірські проходи, щоб там не пройшов жоден турок. Мешканці Тирново обіцяли зайняти власне місто.
Розуміючи, що майже неозброєний народ навіть у випадку організованого виступу не спроможний дати належної відсічі османам, керівники повстанців шукали союзників. Завдяки архієпископу Діонісію, болгари отримали обіцянку підтримки господаря Валахії Михайла, а Сигізмунд Баторій мав надіслати на допомогу 2 тисячі чоловік. Архієпископ Діонісій в період підготовки повстання побував у Москві, але позитивних результатів не отримав. Заручитись допомогою повстанню болгари надіялись також в Австрії. Після затяжних переговорів, які велися через імператорського агента П. Джорджича, імператор Рудольф ІІ пообіцяв надати підтримку, повстанцям — надіслати в Болгарію допоміжне 6-тисячне військо. Але через певний час австрійці зазнали кілька важких поразок від турків, тож імператор відмовився від власних слів. Попри це, в 1598 році болгарський народ підняв повстання, розраховуючи на Михайла, який успішно захопив Нікополь, Кладово та рухався до Софії.
Про хід повстання 1598 року збереглось надто мало свідчень. Відомо, що центром повстання стало місто Тирново — стара столиця Болгарії. Повстанці проголосили царем Шишмана ІІІ, який запевнив народ, що походить зі старого болгарського роду. Одночасно повстання спалахнуло в Північній Болгарії. Повстання було швидко розгромлене турками, а Михайло втік до Валахії.